# Kanton Colmar-Sud
Kanton Colmar-Sud (fr. Canton de Colmar-Sud) byl francouzský kanton v departementu Haut-Rhin v regionu Alsasko. Tvořily ho dvě obce. Zrušen byl po reformě kantonů 2014.

## Obce kantonu
- Colmar (jižní část)
- Sainte-Croix-en-Plaine